# مرگ بر عشق
مرگ بر عشق (انگلیسی: Down with Love) فیلمی در ژانر کمدی رمانتیک به کارگردانی پیتون رید است که در سال ۲۰۰۳ منتشر شد. در این فیلم رنی زلوگر، یوان مک‌گرگور، سارا پلسون و دیوید هاید پیرس بازی کرده‌اند.

## بازیگران
- رنی زلوگر در نقش باربارا نواک (نانسی براون)
- یوان مک‌گرگور در نقش کچر بلاک (زیپ مارتین)
- سارا پلسون در نقش ویکی هیلر
- دیوید هاید پیرس در نقش پیتر «مک» مک‌مناس
- ریچل درچ در نقش گلدیس
- جک پلاتنیک در نقش موریس
- تونی رندل در نقش تئودور بنر
- جان ایلوارد در نقش ئی. جی
- مت راس در نقش جی.بی.
- مایکل انسین در نقش جی.آر.
- تیموتی آماندسون در نقش آر.جی.
- جری راین در نقش گوئندلین
- ایوانا ملیسویک در نقش ایوت
- ملیسا جرج در نقش الکی

## طراحی لباس
تمام پوشش‌ها و لباسهایی که شخصیت‌های فیلم استفاده کردند، به صورت سفارشی برای آنها تهیه شده بود. همچنین لباس‌های رنی زلوگر توسط شرکت پوشاک لباس "Le Chateau" واقع در مونترال طراحی و تولید شده بود. و کارگردان پیتون رید از وب سایت حراجی معروف "eBay" به عنوان منبع خوبی برای یافتن لباس‌های مناسب و پیشنهادهایی برای استفاده آنها در این فیلم استفاده کرد.

## جلوه‌های ویژه
برای ایجاد ظاهری واضح و زیبا از فیلم که به فضای دهه ۶۰ میلادی نزدیک باشد، فیلمبردار جف کرونن‌وث، فیلم را به صورت دیجیتالی درآورد و «تکنیکولور سه نوار» را در فیلم شبیه‌سازی کرد.